# Scha’ar HaNegev
Schaʿar HaNegev (hebräisch מוֹעָצָה אֲזוֹרִית שַׁעַר הַנֶּגֶב Mōʿatzah Asōrīt Schaʿar HaNegev, deutsch ‚Regionaler Rat Tor des Negev‘) ist eine Regionalverwaltung im Südbezirk von Israel.

## Lage
Die Region Schaʿar HaNegev liegt zwischen den Städten Aschqelon und Be’er Scheva im nordwestlichen Negev. Im Westen grenzt sie an den Gazastreifen und umschließt die Stadt Sderot als Enklave. Das Gebiet umfasst eine Fläche von 180 km² mit einer durchschnittlichen Höhe von 180 m ü. NN und hat 9.174 Einwohner (Stand: Januar 2022), die in 10 Kibbuzim, einem Moschav und einer Beduinengemeinde leben.
Aufgrund der Nähe zum Gazastreifen, von wo aus palästinensische Militante immer wieder Kassam-Raketen und dergleichen Geschosse Richtung Israel abfeuern, gehen deren viele in der Region nieder.

## Geschichte

Schaʿar haNegev (dunkelgrün) neben anderen Gebietskörperschaften

Die Regionalverwaltung wurde 1950 gegründet. Ende 2018 wurde Ofir Libstein zum Vorsitzenden der Regionalverwaltung gewählt.
Schaʿar HaNegev ist, wie die meisten durch Kibbuzim besiedelten Gebiete landschaftlich geprägt mit Agrarkulturen und Obstplantagen. Kleinbetriebe und Industrie gibt es in den Bereichen Kunststoff- und Metallverarbeitung sowie Kommunikations- und IT-Technologie. Das Hauptgebäude des weltweit größten Software-Unternehmens Amdoc befindet sich im Zentrum der Region im Sapirim. Besonders hervorzuheben ist der „Schaʿar HaNegev Campus“, in dem drei öffentliche Einrichtungen angesiedelt sind: ein Schulkomplex mit rund 2000 Schülerinnen und Schülern, das „Sappir Academic College“ und das „Negev College“ mit Studenten aus ganz Israel, ein „Soziales Zentrum“ für ältere Menschen, sowie ein Thermalbad, das „Hydrotherapeutische Zentrum“.
Am 7. Oktober 2023 wurde der Vorsitzende des Regionalverwaltung, Ofir Libstein, bei einem Angriff der Hamas getötet.

## Vorsitzender der Regionalverwaltung
- 2010–2018: Alon Schuster
- 2018–2023: Ofir Libstein
- Seit 2024: Yossi Keren

## Gliederung
Die Regionalverwaltung ist zuständig für:
- 10 Kibbuzim: → Liste der Kibbuzim
- 1 Moschav: → Tabelle der Moschavim
- Das Sappir College, das größte öffentliche, akademische College Israels in dem Ort Ibbim.
- Historische Gedenkstätte: Der frühere israelische Ministerpräsident Ariel Scharon besaß hier eine private Farm mit dem Namen Schikmim.

## Partnerschaft auf Kreisebene
Der Regionalverband Schaʿar HaNegev pflegt seit 1992 eine Freundschaft mit dem Landkreis Karlsruhe, die durch den damaligen Landrat Bernhard Ditteney initiiert wurde. Die Partnerschaft wurde am 13. November 2009 von Landrat Dr. Christoph Schnaudigel und seinem israelischen Amtskollegen Mayor Alon Schuster offiziell besiegelt. Neben gegenseitigen Besuchen sind eine ganze Reihe von Aktivitäten und Institutionen entstanden:
- die regelmäßigen Veranstaltungen des Deutsch-Israelischen Freundeskreises im Stadt- und Landkreis Karlsruhe e. V. im Foyer des Landratsamtes Karlsruhe
- der jährlich stattfindende deutsch-israelische Jugendaustausch
- regelmäßig auf Kreisebene stattfindende Austausch verschiedener Projekte: emergency services, senior citicens, education

### Jugendaustausch
Ein fester Bestandteil der Freundschaft ist ein Jugendaustausch, den es seit 1995 gibt und der seit 2009 in den drei Schulen des Beruflichen Bildungszentrums Ettlingen verankert ist. Schülerinnen und Schüler der 11. Eingangsklassen der beruflichen Gymnasien sind für jeweils eine Woche in den Familien der Austauschpartner untergebracht und lernen so die besondere Beziehung zwischen Deutschland und Israel aus eigener Anschauung kennen. Ziel dieses Austauschprojektes ist, zu einem besseren Verstehen von Menschen und Kulturen beizutragen, die besondere Beziehung zwischen Deutschland und Israel aus eigener Anschauung kennenzulernen und historische, wie auch aktuelle Ereignisse verstehen und miteinander diskutieren zu können. Insoweit hat dieser Austausch auch im Vergleich zu anderen Schüler- und Jugendbegegnungen eine besondere Bedeutung.
Der Landkreis Karlsruhe unterstützt den deutsch-israelischen Jugendaustausch finanziell und organisatorisch. Er stellt Mittel aus dem Kreishaushalt zur Verfügung und beantragt Bundesfördermittel zur Deckung der Gesamtkosten und zur Finanzierung des Austauschprogramms in Deutschland und in Israel.
Bei den in der Regel auf eine Woche angelegten Aufenthalten in Israel sind u. a. der Besuch eines Holocaust-Museums, der Altstadt Jerusalems, Tel Aviv, eine Fahrt in die Negev-Wüste und ans Tote Meer fester Bestandteil des Programms.

### Austausch der Verwaltungen
Aus einer gemeinsam erlebten Katastrophenschutzübung im August 2012 in Deutschland ergab sich ein reger gegenseitiger Austausch im Bereich des Bevölkerungsschutzes, aus dem sich das Projekt „Umgang mit Krisen im internationalen Vergleich“ entwickelte, das bundesweite Beachtung fand und vom deutschen Feuerwehrverband mit der „Medaille für internationale Zusammenarbeit“ ausgezeichnet wurde. Seit 2017 kooperieren beide Verwaltungen unter dem Arbeitstitel „Senior Citizens“ im Hinblick auf Strategien zur Betreuung älterer Menschen. Als nächstes Kooperationsprojekt will man sich 2020 dem Bereich „Schule und Bildung“ widmen.